# Spiridentopsis longissima
Spiridentopsis longissima là một loài Rêu trong họ Pterobryaceae. Loài này được (Raddi) Broth. miêu tả khoa học đầu tiên năm 1906.